# Ceryx imaon
Ceryx imaon là một loài bướm đêm thuộc phân họ Arctiinae, họ Erebidae.